# Spons (huishouden)

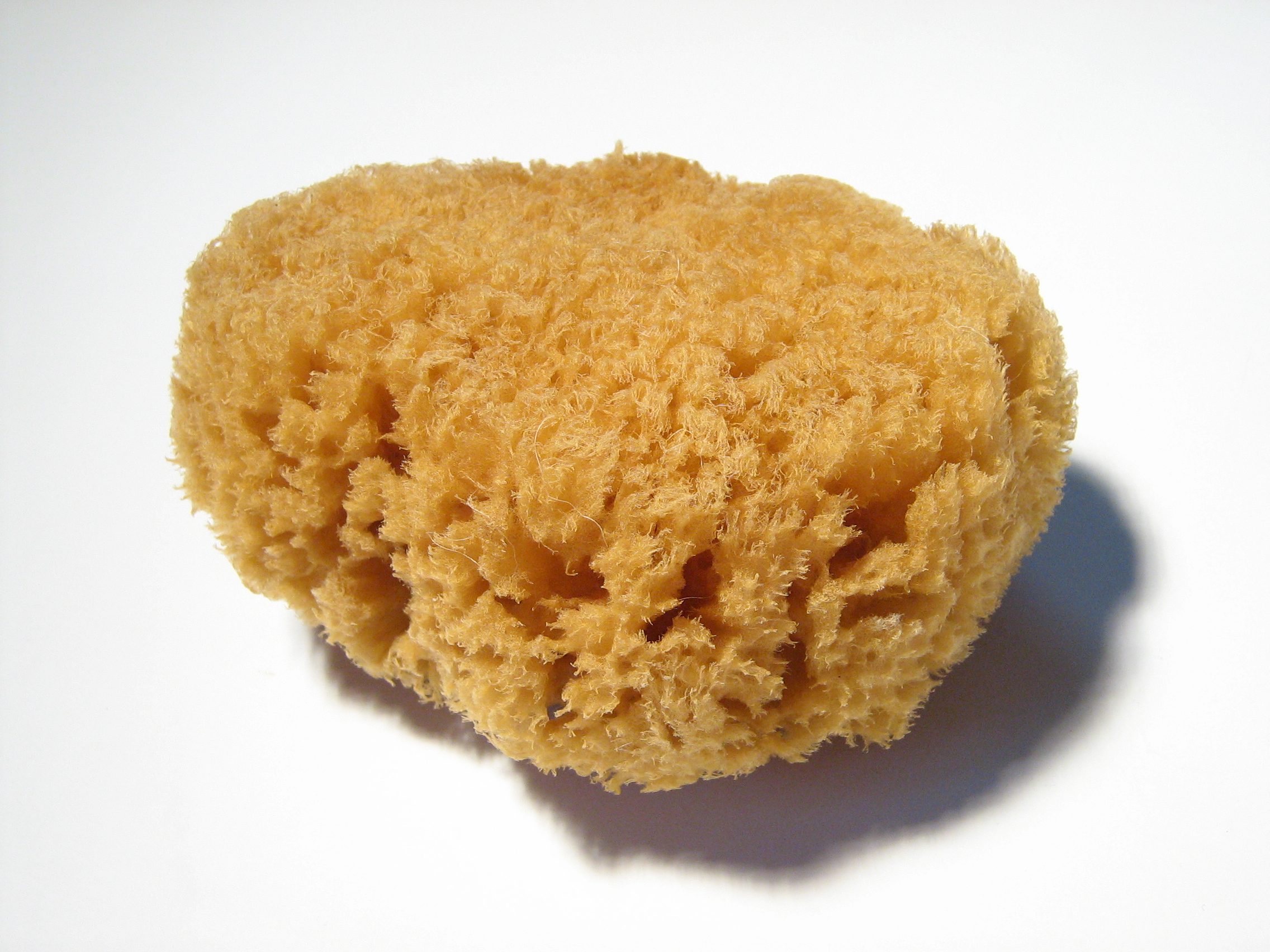
Een natuurlijke spons van sponsdieren

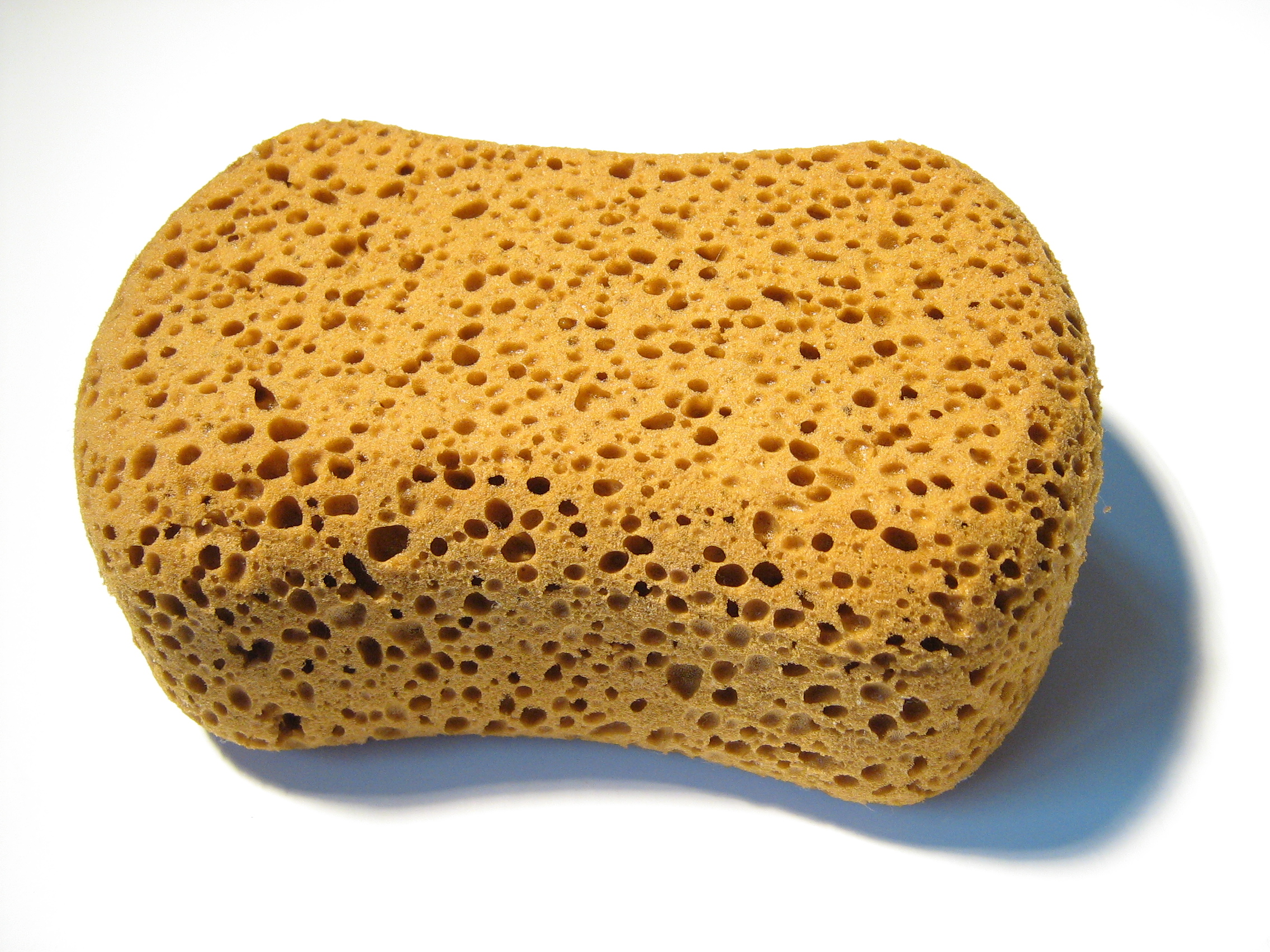
Een synthetische spons van viscose

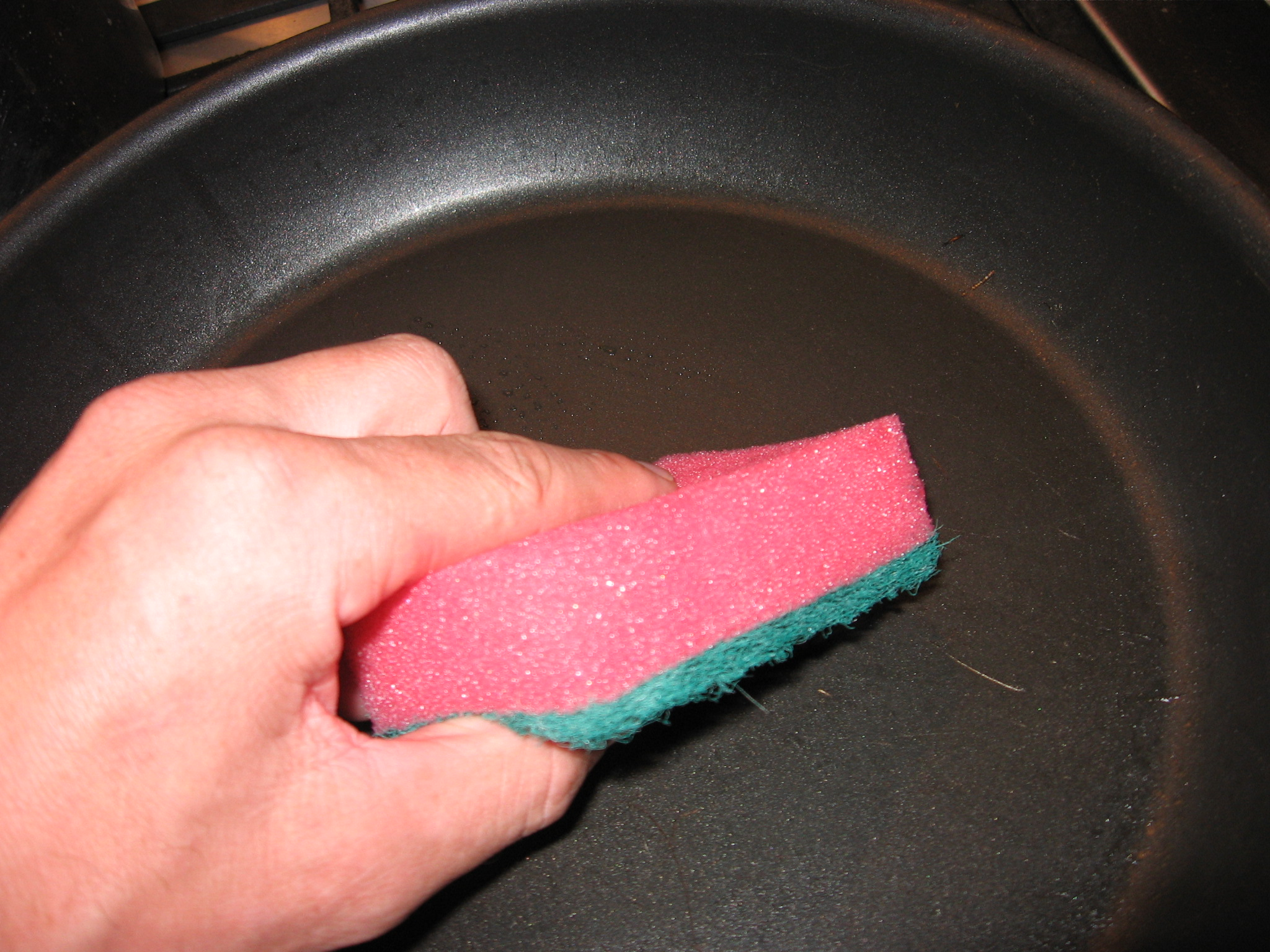
Schuurspons

Een huishoudspons is een schoonmaakartikel dat zeer goed vloeistof kan opnemen. De ruimtes tussen de vezels zuigen water aan en zorgen dat het water niet direct terugvloeit. Het water zit gevangen in de spons totdat het water uit de spons wordt gewrongen. 
Vroeger werden vooral de gedroogde overblijfselen van sponsdieren als spons gebruikt. Tegenwoordig zijn de meeste huishoudsponzen gemaakt van viscose. Er zijn ook plantaardige sponsen verkrijgbaar. Deze zogenoemde luffa sponzen worden gemaakt van gedroogde sponskomkommer.
Een schuurspons wordt gebruikt om hardnekkig vuil te kunnen verwijderen. In dit geval is een synthetische spons aan één kant voorzien van een  een laag van een harder schuurmateriaal, dat ook van kunststof is gemaakt om krassen te vermijden. 